# سيث مورغان
سيث مورغان (بالإنجليزية: Seth Morgan)‏ هو سياسي أمريكي، ولد في 26 فبراير 1978 في بريسكيو إزلي في الولايات المتحدة. حزبياً، نشط في الحزب الجمهوري. وقد انتخب عضو مجلس نواب أوهايو.